# Sweet Bird of Youth (film)
Sweet Bird of Youth is een Amerikaanse dramafilm uit 1962 onder regie van Richard Brooks. Het scenario is gebaseerd op het gelijknamige toneelstuk uit 1959 van Tennessee Williams. Destijds werd de film in Nederland uitgebracht onder de titel De profiteur.

## Verhaal
De mislukte acteur Chance Wayne komt onverrichter zake uit Hollywood terug naar zijn thuisstad. Hij heeft onderweg kennisgemaakt met Alexandra De Lago, een aan lagerwal geraakte, oudere filmster. Zij helpt hem bij de audities voor een filmrol. Hij ontmoet ook zijn ex-vriendin Heavenly Finley, de dochter van een plaatselijk politicus. Hun ruzie leidde ertoe dat Chance jaren geleden zijn geboortestad verliet. Zijn terugkeer rijt oude wonden weer open.

## Rolverdeling
| Acteur             | Personage             |
| ------------------ | --------------------- |
| Paul Newman        | Chance Wayne          |
| Geraldine Page     | Alexandra Del Lago    |
| Shirley Knight     | Heavenly Finley       |
| Ed Begley          | Boss Finley           |
| Rip Torn           | Thomas J. Finley jr.  |
| Mildred Dunnock    | Tante Nonnie          |
| Madeleine Sherwood | Juffrouw Lucy         |
| Philip Abbott      | Dr. George Scudder    |
| Corey Allen        | Scotty                |
| Barry Cahill       | Bud                   |
| Dub Taylor         | Dan Hatcher           |
| James Douglas      | Leroy                 |
| Barry Atwater      | Ben Jackson           |
| Charles Arnt       | Burgemeester Henricks |
| Dorothy Konrad     | Maribelle Norris      |